# Ді-Сото (Айова)
Ді-Сото (англ. De Soto) — місто (англ. city) в США, в окрузі Даллас штату Айова. Населення — 915 осіб (2020).

## Географія
Ді-Сото розташоване за координатами 41°32′10″ пн. ш. 94°0′36″ зх. д. / 41.53611° пн. ш. 94.01000° зх. д. (41.536178, -94.009864).  За даними Бюро перепису населення США в 2010 році місто мало площу 3,94 км², уся площа — суходіл.

## Демографія
Згідно з переписом 2010 року, у місті мешкало 1050 осіб у 388 домогосподарствах у складі 291 родини. Густота населення становила 266 осіб/км².  Було 417 помешкань (106/км²).
Расовий склад населення:
| - 96,6 % — білих - 0,7 % — чорних або афроамериканців - 0,5 % — корінних американців - 0,2 % — азіатів |

До двох чи більше рас належало 1,3 %. Частка іспаномовних становила 1,8 % від усіх жителів.
За віковим діапазоном населення розподілялося таким чином: 28,9 % — особи молодші 18 років, 61,5 % — особи у віці 18—64 років, 9,6 % — особи у віці 65 років та старші. Медіана віку мешканця становила 34,6 року. На 100 осіб жіночої статі у місті припадало 104,3 чоловіків;  на 100 жінок у віці від 18 років та старших — 107,5 чоловіків також старших 18 років.
Середній дохід на одне домашнє господарство  становив 69 574 долари США (медіана — 56 250), а середній дохід на одну сім'ю — 78 462 долари (медіана — 68 269). Медіана доходів становила 44 261 долар для чоловіків та 38 355 доларів для жінок. За межею бідності перебувало 6,1 % осіб, у тому числі 3,6 % дітей у віці до 18 років та 0,0 % осіб у віці 65 років та старших.
Цивільне працевлаштоване населення становило 626 осіб. Основні галузі зайнятості: освіта, охорона здоров'я та соціальна допомога — 18,7 %, фінанси, страхування та нерухомість — 17,6 %, роздрібна торгівля — 12,3 %, науковці, спеціалісти, менеджери — 11,0 %.